# Moneilema annulatum
Moneilema annulatum är en skalbaggsart som beskrevs av Thomas Say 1824. Moneilema annulatum ingår i släktet Moneilema och familjen långhorningar. Inga underarter finns listade i Catalogue of Life.